# Paul Vallas

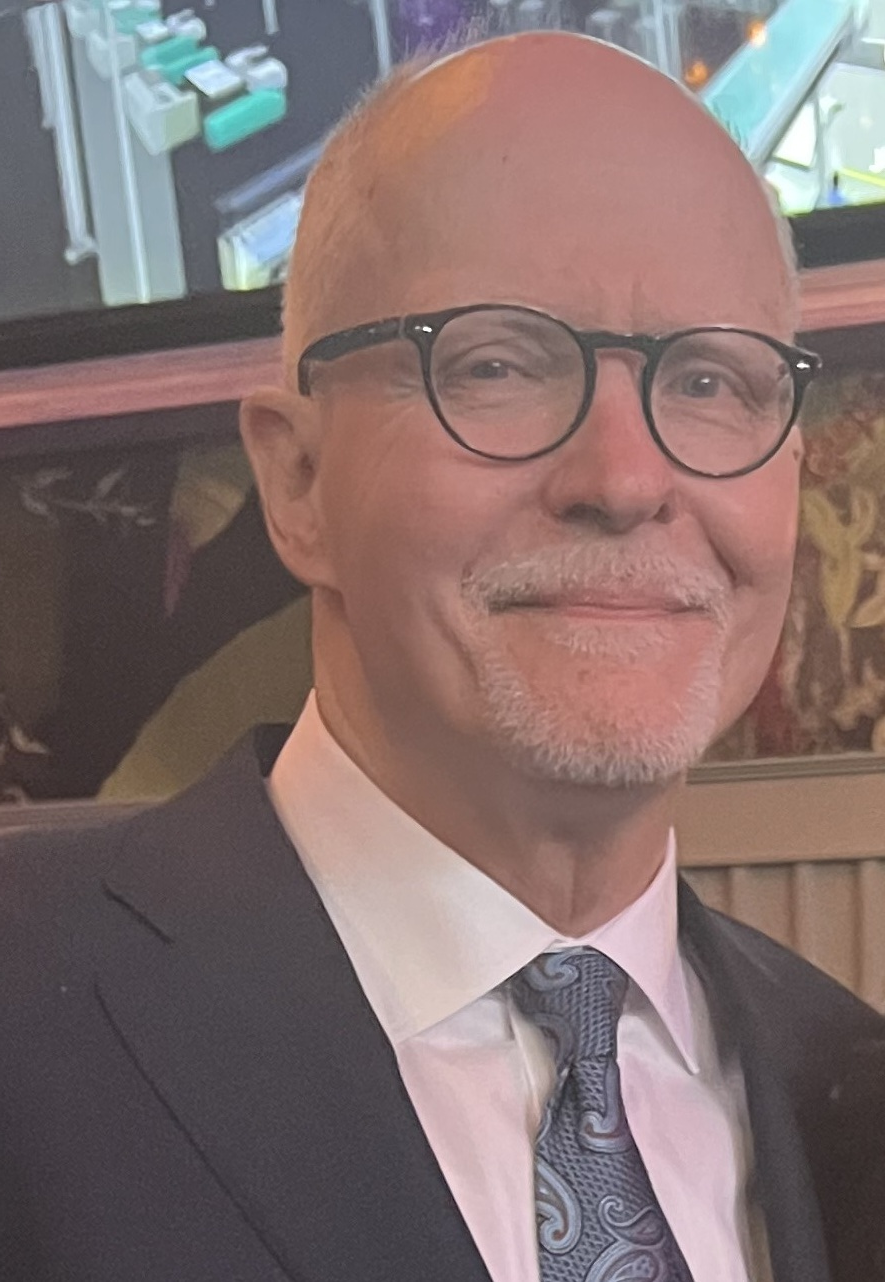
Paul Vallas (2023)

Paul Gust Vallas (* 10. Juni 1953 in Chicago) ist ein US-amerikanischer Politiker (Demokrat). Er war von 1995 bis 2001 der Chief Executive Officer der Chicago Public Schools ernannt (CPS). Er ist ein Kandidat für die Wahl zum Bürgermeister von Chicago und rückt bei den Wahlen 2023 in die zweite Runde vor. Zuvor kandidierte er 2019 für das Bürgermeisteramt und verlor auf dem neunten Platz.

## Leben
Ab 1994 arbeitete Vallas für die Chicago Public Schools. 1995 wurde er von Richard M. Daley zum Chief Executive Officer der Chicago Public Schools ernannt (CPS). Während seiner Zeit bei CPS half er, das Schulsystem in Chicago zu reformieren und das CPS-Budget auszugleichen. Zuvor war er Haushaltsdirektor der Stadt. Er trat 2001 zurück, nachdem eine große Anzahl von Studenten ihre standardisierten Tests nicht bestanden hatte.
Danach war er Schulleiter in Städten in den Vereinigten Staaten, wie in New Orleans, Bridgeport (Connecticut) und Philadelphia.
2002 kandidierte er für Gouverneur von Illinois, verlor jedoch in den Vorwahlen gegen Rod Blagojevich.
Vallas heiratete Sharon Vallas im Jahr 1984. Sie haben drei Söhne.